# KFC Yum! Center
Le KFC Yum! Center est une salle omnisports située à Louisville, dans le Kentucky.

## Évènements
- Championnat NCAA de basket-ball 2012 (tour 2 et 3)
- Championnat NCAA  Volleyball Final 4 2012 (femmes)
- Championnat NCAA de basket-ball 2013 (femmes, tour 1 et 2)
- Rebel Heart Tour de Madonna, le 16 janvier 2016
- Joanne World Tour de Lady Gaga le 13 novembre 2017